# دشت قبجاق
دشت قبجاق أو القبجاق بالمصادر العربية وكومانيا (Cumania) بالمصادر الغربية. هي دولة كونفدرالية تركية في الجزء الغربي من السهوب الأوراسية، تكونت من اتحاد عدة قبائل بين القرنين ال13 و 10. نشأ اسم كومانيا بوصفه الاسم اللاتيني للاتحاد كومانا-كيبشك. سيطر على الاتحاد اثنين من القبائل الرحل التركية: شعب الكومان (المعروف أيضا باسم Polovtsians أو Folban) والقفجاق الذين منهم المماليك.و كانت تدعى بدشت قفجاق بالمصادر التركية، وأما بالروسية فتدعى (سهول بولفشكا)، أو «سهوب بولفسيان».

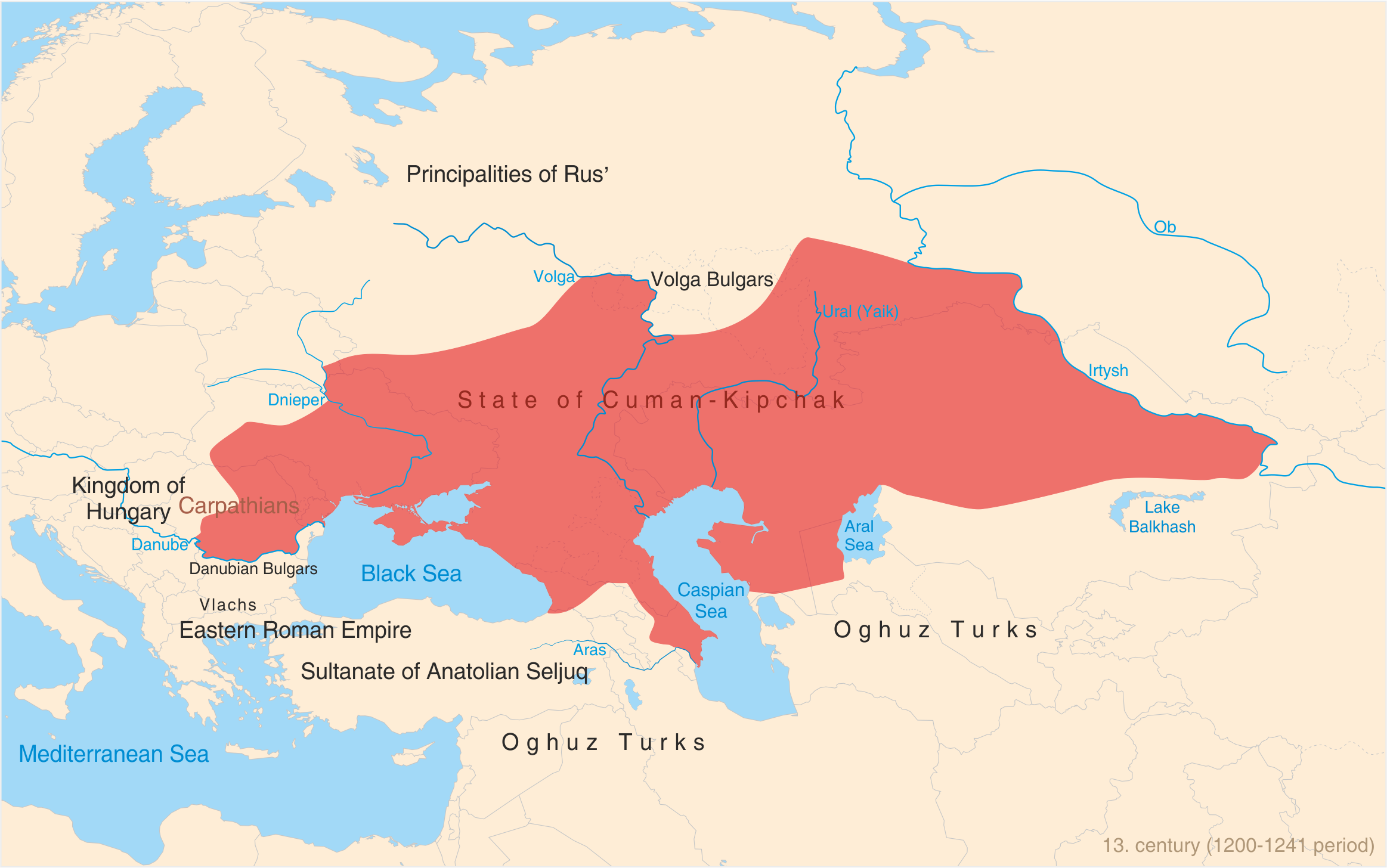
دولة القفجاق و الكرمان

القبيلة الذهبية كانت أيضا تعرف ب«كومانيا» من قبل مؤرخ الأرميني Hethum (هايتون) من [كوركوس]  «كومانيا» يشير أيضا لمصدر أسماء أو أسماء عدة، لعدة مناطق أصغر - بعضهم لا إتصال جغرافي بينها - شعب الكومان و / أو القفجاق استقرا في عدة مناطق مثلا في المنطقة التاريخية كونشاق في المجر، وسابقا أبرشية الروم الكاثوليك في كومانيا (في رومانيا وهنغاريا). وصف هايتون [كوركوس] كومانيا باسم «سهول بالكامل وبدون أشجار». أما ابن بطوطة وصف سهل القفجاق، «هذه البرية الخضراء والمعشبة مع بدون أشجار، ولا تلال، مرتفعة أو منخفضة... لا توجد وسيلة السفر في هذه السهول إلا في عربات». المعاصر له، حمد الله المستوفي، فصل، وهي جزء من الإقليم السادس، سهولها تتحمل الرعي ممتازة... ولكن هناك عدد قليل من المنازل هنا أو البلدات أو القرى. معظم سكانها هم البدو السهول... كثير من الأراضي مستنقعات... المراعي، ومع ذلك ممتازة للخيول والأبقار الكثيرة، المعيشة بالنسبة للجزء الأكبر قائم على المنتجات من المراعي. والمناخ البارد، والماء يأتي من الينابيع والآبار.
القبيلة الذهبية قضت عليهم وحلت محلهم في القرن الثالث عشر أثناء التوسع والغزو المغولي.